# Coptorhina davidi
Coptorhina davidi är en skalbaggsart som beskrevs av Emile Janssens 1939. Coptorhina davidi ingår i släktet Coptorhina och familjen bladhorningar. Inga underarter finns listade i Catalogue of Life.